# Shinji Hosokawa
Shinji Hosokawa (Ichinomiya, 2 de janeiro de 1960) é um ex-judoca japonês, medalhista de ouro nos Jogos Olímpicos de Los Angeles na categoria até 60 kg.